# Мустеданагич, Джемал
Джема́л Мустеданагич (хорв. Džemal Mustedanagić; род. 8 июня 1955, Нови-Град, Босния и Герцеговина) — югославский и боснийский футболист, защитник, позже — тренер и спортивный функционер, выступал за национальную сборную Югославии.

## Клубная карьера
Воспитанник клуба «Cлoбoдa Hoви Гpaд». В 1973 году перешёл в югославский Динамо (Загреб) в составе которого становился чемпионом Югославии в сезоне 1981/1982 и обладателем национального кубка в сезоне 1979/1980. При тренере Мирославе Блажевиче был капитаном команды. В 1983 году перешёл в австрийский «Аустрия (Вена)», в составе клуба он три раза становился чемпионом Австрии и выиграл национальный кубок, одержал победу над каталонской «Барселоной» в Кубке обладателей кубков УЕФА.

## Тренерская карьера
После завершения игровой карьеры, вошёл в совет правление загребского «Динамо» и работал с детско-юношескими командами в спортивной школе «Динамо Загреб». В сезоне 2003/2004 руководил резервной командой Загреба, где получали игровое время и развивались Эдуардо да Силва, Лука Модрич, Нико Кранчар, Ведран Чорлука, Дино Дрпич, Томислав Шокота и другие. В этот же период совмещал работу в юношеской сборной и резервной команде. В 2005—2006 годах был ассистентом Йосипа Куже в первой команде загребского клуба.
В 2009 году после переезда в Албанию был назначен Федерацией футбола Албании помощником Куже в национальной сборной. В октябре 2010 года в связи с отсутствием по болезни Куже, Мустеданагич занимал должность исполняющего обязанности главного тренера. После ухода хорватского тренера руководил сборной в двух товарищеских матчах: против Азербайджана и Македонии. 